# Butot
Butot – miejscowość i gmina we Francji, w regionie Normandia, w departamencie Sekwana Nadmorska.
Według danych na rok 1990 gminę zamieszkiwało 240 osób, a gęstość zaludnienia wynosiła 44 osoby/km² (wśród 1421 gmin Górnej Normandii Butot plasuje się na 665. miejscu pod względem liczby ludności, natomiast pod względem powierzchni na miejscu 652.).